# Sroki Łódź
Sroki Łódź – polska drużyna rugby league z siedzibą w Łodzi, 3-krotny Mistrz Polski w rugby league. 

## Historia
Sroki są pierwszym klubem rugby trzynastoosobowego w Polsce, założonym w 2011. W 2017 zdobyły tytuł mistrzów Polski w rozgrywanych po raz pierwszy mistrzostwach Polski rugby league. Jest to jedyna drużyna, która uczestniczyła we wszystkich edycjach tych rozgrywek.
Zdobywały także puchar Polski w rugby league, rozgrywany w formule dziewięcioosobowej, w latach 2018 i 2019. 

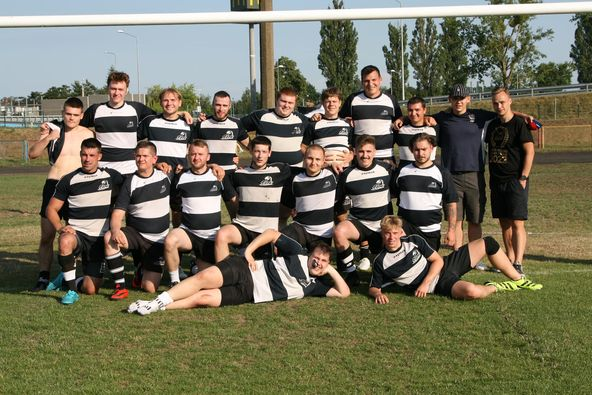
Od lewej: Górny rząd: Fabian Glinkowski, Szymon Malicki, Nikodem Jędryka, Czarek Draganowski, Dawid Krawczyński, Jakub Cichosz, Mateusz Dziąg, Kamil Owoc, Bartosz Pruszkiewicz, Michał Wójcik. Dolny rząd: Adrian Nowacki, Mateusz Łuczak, Piotr Walczak, Mateusz Kowalewski, Kamil Kleszcz, Tomasz Zerbe. Seweryn Grabarczyk Leżący: Michał Karkus-Blada, Sergiusz Kalwinek

## Osiągnięcia
- Mistrzostwa Polski w rugby league: 3 (2017,2022,2023)
- Puchar Polski w rugby league 9tek: 3 (2018,2019,2025)[8]